# 橫須賀造船所
橫須賀造船所為德川幕府於橫須賀市設立的造船廠。大政奉還後交給明治政府，改由海軍省管轄。目前為駐日美軍的橫須賀海軍設施一部分。

## 概要
1866年（慶應元年）德川幕府應勘定奉行小栗忠順的進言，聘請法國工程師列翁斯·弗尼（François Léonce Verny）設立橫須賀製鐵所。為了成為造船廠而逐漸增加設備的時候幕府瓦解，之後的工作由新政府於1871年完成。
經過工部省等機構的管轄後，於1871年改由海軍省管理。1884年改由橫須賀鎮守府直接管轄。1903年和橫須賀兵器廠合併為橫須賀海軍工廠。第二次世界大戰後成為駐日美軍的基地。
在幕末時建造的船塢（石材來自於千葉縣鋸山與橫須賀市鷹取山），目前仍能繼續用以進行艦船修理。而由幕末使用至2000年的水槌，目前被擺在橫須賀市弗尼公園的弗尼紀念館內展示。

## 外部連結
- ヴェルニーと横須賀
- 東善寺（小栗の菩提寺） （页面存档备份，存于）